# Scooby-Doo! Dove sei tu?
Scooby-Doo! Dove sei tu? (Scooby Doo - Where Are You!), è la prima serie animata statunitense basata sui personaggi immaginari di Scooby-Doo. È andata in onda per la prima volta il 13 settembre 1969 negli USA.

## Produzione e distribuzione
Il produttore Fred Silverman nel 1968 era in cerca di un nuovo progetto di cartone animato dai toni horror da mandare in onda il sabato mattina  e si rivolse quindi alla Hanna-Barbera la quale propose una bozza intitolata The Mysteries Five incentrata su cinque ragazzi, Geoff, Mike, Kelly, Linda e suo fratello WW e il loro cane Too Much, che facevano parte di una band musicale, "Mysteries Five" che quando non era impegnata a suonare, si trovava a risolvere intricati misteri soprannaturali. Per la creazione del cartone, William Hanna e Joseph Barbera, assunsero nel loro team di disegnatori Joe Ruby, Ken Spears e Iwao Takamoto il quale ideò graficamente il cane che doveva fungere da mascotte del gruppo: un grosso alano fifone. Silverman decise poi di cambiare i nomi dei personaggi: Geoff e Mike furono fusi in un unico personaggio chiamato Fred; Kelly fu ribattezzata Daphne; Linda fu chiamata Velma e WW prese il nome di Shaggy e cambiò anche il nome della serie in is Scared?! (Chi ha paura?!) e comprò lo spazio per mandarlo in onda il sabato tra il 1969 e il 1970 ma non piacque alla CBS che lo riteneva non adatto ai bambini e così lo rifiutarono. Tuttavia, il concetto di base - un gruppo di adolescenti e il loro cane che risolvono misteri legati al soprannaturale - era sempre presente.  Silverman chiese a Joe Ruby e Ken Spears (creatori della serie ) di renderlo più adatto al pubblico dei bambini e dopo qualche mese proposero di trasformare il gruppo rock in un'agenzia investigativa oltre alla nuova versione del cane che Fred Silverman ribattezzò Scooby-Doo, nome tratto dalle sillabe «doo-be-doo-be-doo» intonate da Frank Sinatra nel finale della canzone Strangers in the Night. La serie fu rinominata Scooby-Doo! Where Are You? e fu riproposta alla CBS che decise di trasmetterla facendola esordire il 13 settembre 1969 con l'episodio What A Night For A Knight! e che continuerà per 17 episodi ottenendo una seconda stagione di otto episodi.
In Italia, alcuni episodi vennero trasmessi per la prima volta nel 1971 sul Programma Nazionale (oggi Rai 1) con il titolo Scooby Doo, Pensaci Tu! e, successivamente, venne trasmessa per intero con il titolo Scooby Doo e i 4 amici "più" su RaiDue nel 1984, con un ridoppiaggio. Repliche sono state poi riproposte da Italia 1, Cartoon Network, Boomerang e Boing.

## Trama
La serie narra le varie avventure di quattro ragazzi ed un alano parlante che hanno la passione per i misteri e l'occulto. Quando i ragazzi si allontanano per visitare luoghi come musei, case abbandonate ecc. vengono coinvolti in un mistero, avendo come antagonisti fantasmi, mostri, vampiri ecc. La squadra fa la conoscenza di persone losche che verranno considerati come sospetti. La gang si divide e va in cerca di indizi così giungono alla conclusione che il mostro è in realtà uno dei sospetti o addirittura un presunto “complice” e allora lo catturano tramite trappole improvvisate e poi lo smascherano.

## Personaggi
La Misteri & Affini è la squadra protagonista della serie composta da:
- ScoobyDoo: è un Alano parlante, fifone e sempre affamato. Il suo migliore amico è Shaggy, e i due vengono "usati" dal resto della gang come esche per far abboccare il mostro del giorno in trappola.
- Shaggy Rogers: è un ragazzo alto e snello con capelli color sabbia e indossa sempre una maglietta verde e pantaloni rossi. Come il suo partner Scooby, ama mangiare ma è molto fifone.
- Fred Jones: è un ragazzo alto, dai possenti muscoli e molto coraggioso. Leader della gang, guida il "Furgoncino dei Misteri" verso nuove avventure. Ha i capelli biondi e veste una maglia bianca, blue jeans e un foulard arancione.
- Daphne Blake: è una giovane ragazza attraente che si caccia sempre nei guai. Suo padre sponsorizza la gang e le ha regalato il furgoncino. Ha i capelli rossi e una carnagione chiara. Veste un abito viola, collant rosa e un foulard verde.
- Velma Dinkley: è una ragazza molto intelligente e saccente, cervellona del gruppo. Mettendo insieme gli indizi che trova viene sempre a capo del mistero. Ha i capelli color mogano e tagliati a scodella. Porta un maglione arancio e una gonnellina rossa.

## Doppiaggio
| Personaggio   | Doppiatore originale       | Doppiatore Italiano | Doppiatore Italiano |
| Personaggio   | Doppiatore originale       | 1º doppiaggio       | 2º doppiaggio       |
| ------------- | -------------------------- | ------------------- | ------------------- |
| Scooby Doo    | Don Messick                | Enzo Consoli        | Enzo Consoli        |
| Shaggy Rogers | Casey Kasem                | Claudio Sorrentino  | Massimo Dapporto    |
| Fred Jones    | Frank Welker               | Claudio Capone      | Oreste Baldini      |
| Daphne Blake  | Stefanianna Christopherson | Ludovica Modugno    | Paola Quattrini     |
| Velma Dinkley | Nicole Jaffe               | Annarosa Garatti    | Carmen Onorati      |

## Episodi
| Stagione         | Episodi | Prima TV originale | Prima TV italiana |
| ---------------- | ------- | ------------------ | ----------------- |
| Prima stagione   | 17      | 13 settembre 1969  | 11 novembre 1971  |
| Seconda stagione | 8       | 12 settembre 1970  |                   |